# Filomata
Filomata – kwartalnik ukazujący się w latach 1929–1996. Do 1939 ukazywał się we Lwowie, następnie od 1957 w Krakowie. Czasopismo poświęcone było kulturze antycznej, recepcji kultury antycznej, dydaktyką języków klasycznych i kultury antycznej. Pierwszym redaktorem naczelnym był: Ryszard Gansiniec. Kontynuacją pisma „Filomata” jest „Nowy Filomata”.